# Евгения Лейхтенбергская
Евгения Гортензия Августа Наполеоне де Богарне, герцогиня Лейхтенбергская (22 декабря 1808 — 1 сентября 1847) — герцогиня Лейхтенбергская, дочь Евгения Богарне и принцессы Августы Амалии Баварской, в замужестве принцесса Гогенцоллерн-Гехингенская.

## Биография

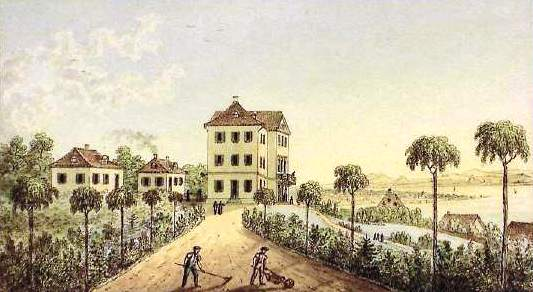
Евгенсберг в 1850

Принцесса родилась в семье принца Евгения Богарне и Амалии Августы Баварской. Детство провела в Лейхтенбергском дворце под Мюнхеном, лето семья проводила в замке Евгенсберг у Боденского озера.
22 мая 1826 года принцесса вышла замуж за богатого принца Константина Гогенцоллерн-Гехингена, герцога Саган. Супруги стали проживать в Айхштете, где её супруг имел роскошный дворец. Принцесса была очень близка со своим двоюродным братом принцем Луи Наполеоном, который станет императором Наполеоном III и тётей Гортензией.

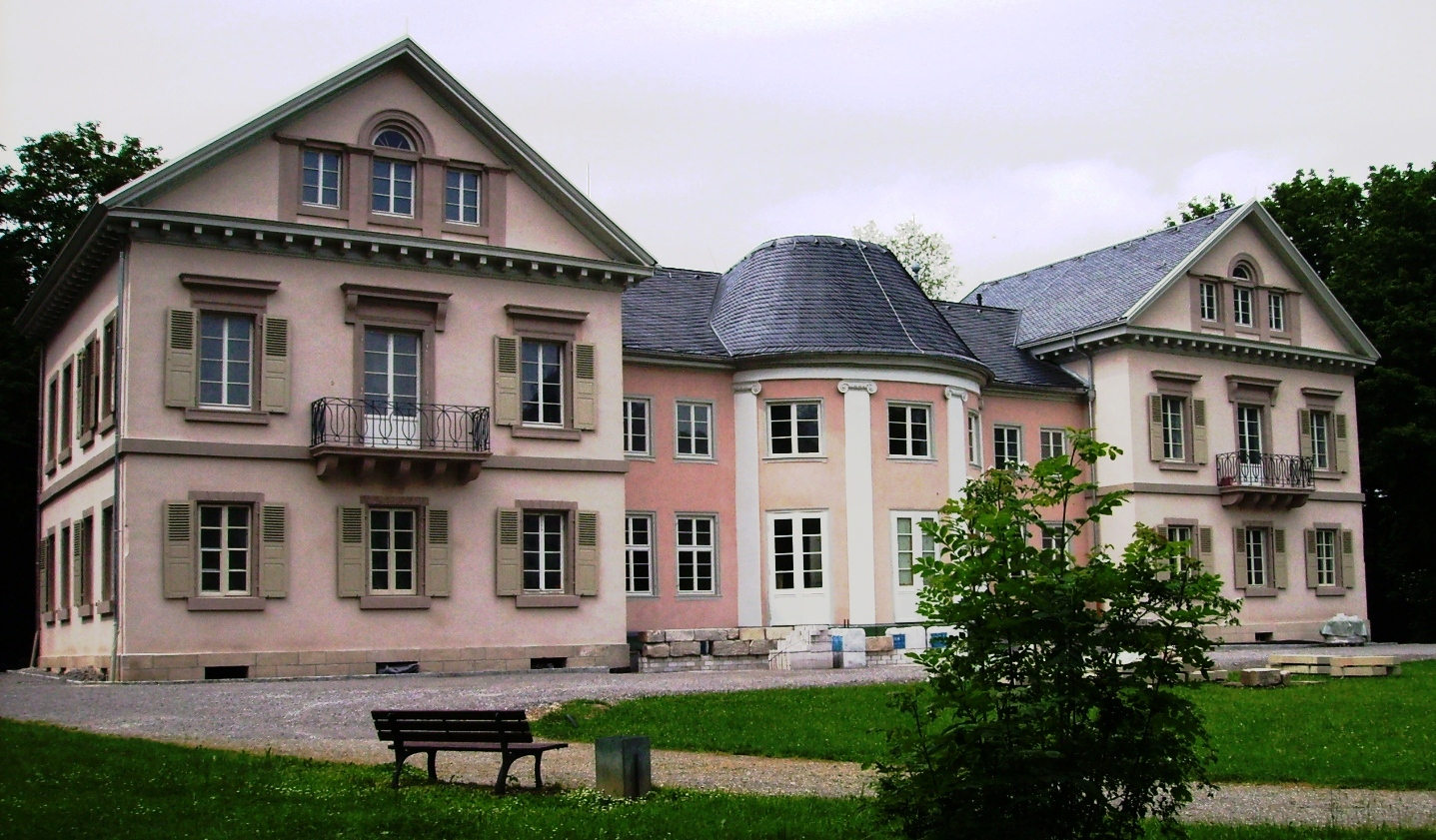
Вилла Евгении в Хехингене

Евгения вела активный образ жизни, вместе с мужем она охотилась на оленей. Они вместе совершали поездки по Баварии. В 1833 году отправились в тур по Италии, достигнули Сицилии. Путешествие продлилось почти 18 месяцев. Евгения продала свой замок Евгенсберг за 3200 000 гульденов, для того, что бы восстановить свою виллу в Гехингене, в которой пара поселилась в 1834 году. Их усадьбу посещал император Наполеон III, Гектор Берлиоз, Ференц Лист.
Их брак был бездетным. Принцесса заболела туберкулёзом в 1846 году и ещё год спустя скончалась. Её похоронили в семейном склепе Гогенцоллернов-Хехингенов. Все свои деньги она завещала благотворительности. Её супруг женился во второй раз на Амалии, баронессе Шенк фон Геерн. Это был морганатический брак, и у них было трое детей. Константин умер в 1868 году.